# 嵐

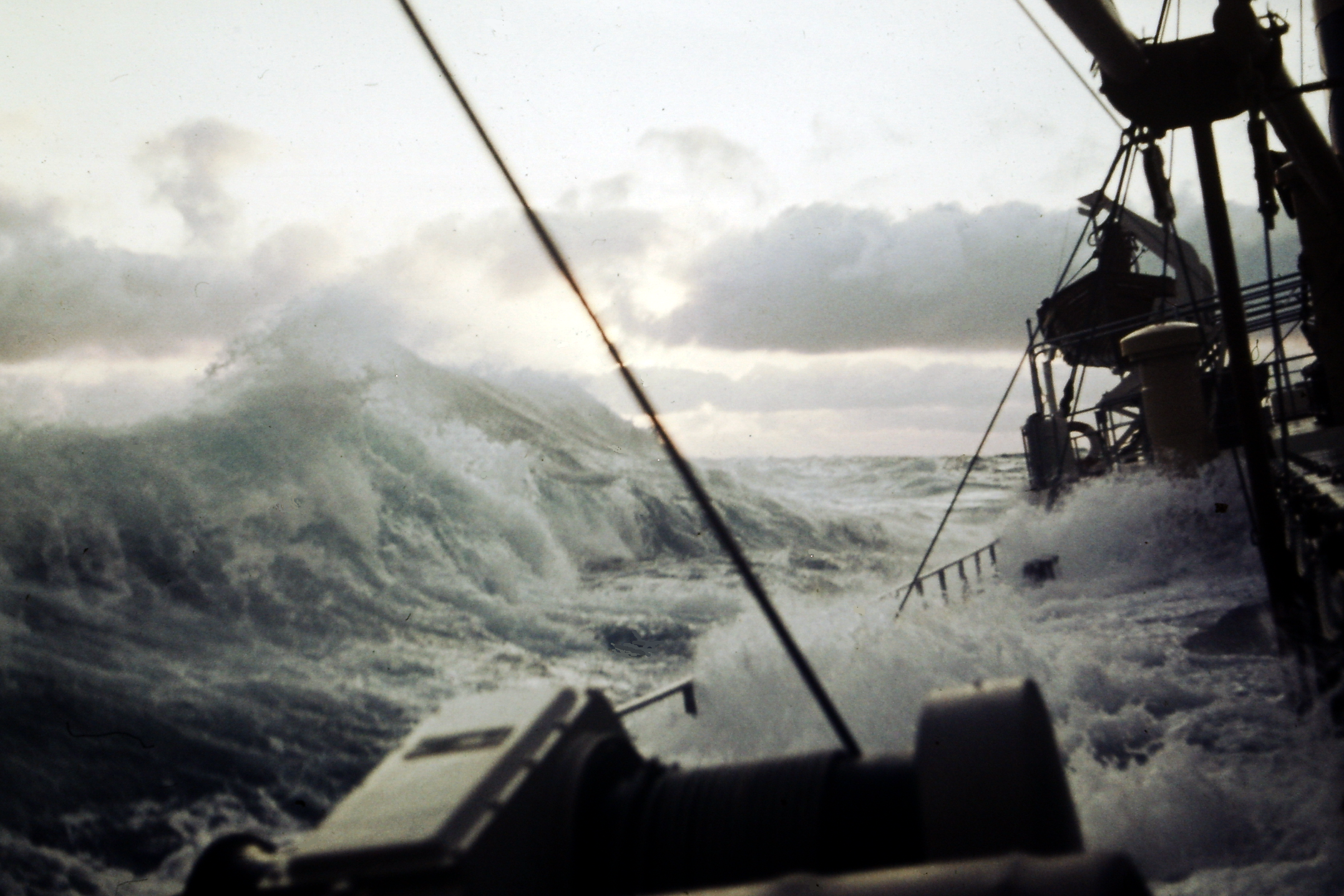
北大西洋の冬の嵐により波浪を受ける船

嵐（あらし、英語: storm）は、激しく吹く風、強風、暴風、損害を引き起こすような強風を指す言葉で、暴風雨のように雨や雪、雷を伴うものも含む。

## 用語
日本語では、例えば気象庁の予報用語には「嵐」「あらし」が記載されないなど学術語としてはあまり使わず、主に日常語で使われる。
一方英語のstorm（ストーム）は、発達した低気圧を指して、天気予報を行う予報官も一般市民も使うのが特徴。また学術的用法として、規模を問わず激しい擾乱を指しても使い、水平規模1 kmに満たない竜巻から数千 kmに及ぶ温帯低気圧まで含み、thunderstorm（雷雨）やduststorm（砂塵嵐）、blizzard（ブリザード）なども含む。一方、各地点から見ると一時的な気象現象の最も破壊的・劇的な側面に着目した言葉とも解釈できる。rainstorm, windstorm, hailstorm, snowstorm, icestorm, sandstorm, duststormのstormもこのような破壊的な側面に着目した用法。
英語の“storm”は日本語では嵐と訳すかストームと転写し、暴風などの語を充てることもある。
日本語の「嵐」の語源としては、アラ（荒）とシ（風）、つまり荒く吹く風からきているとされ、颪（おろし）に関係するとの説もある。『万葉集』など古歌では山風、颪と同じ意味に用いた。もとは、静かに吹く風とは反対に荒く吹く風を指し、後に暴風や颶風も含むようになった。

### 派生語
stormのつく気象に関する主な言葉は以下の通り（主にアメリカ気象学会の気象学用語集による）。
- rainstorm[10] - 降雨を特徴とする嵐[12]。
- windstorm - 強風が特徴でほとんど雨を伴わない嵐[8]。
- snowstorm - 降雪を特徴とする嵐[13]。
- hailstorm - 降雹をもたらす嵐で、特に大きな雹や大量の降雹があるもの[14]。
- icestorm - 雨氷が生じるような着氷性の雨を特徴とする嵐[15]。
- sandstorm - 砂嵐[16]
- duststorm - 砂塵嵐、塵嵐[7][17]
- thunderstorm - 雷雨、サンダーストーム、雷嵐[7][18]。積乱雲によるメソスケールの嵐で、雷鳴や雷光、突風や大雨、ときに雹を伴うもの[19]。
- local storm - メソスケールの嵐。ふつう、雷雨、スコール、竜巻などを含む[20]。
- severe storm - 破壊的な嵐全般を指し、ふつうは特に激しい雷雨、スコール、竜巻などのlocal stormに対して使う[21]。
- tropical storm - 熱帯低気圧のうち発達から成熟の中間的段階にあるものに使う用語で、海域ごとに風速基準が異なる[22]（詳細は熱帯低気圧#分類・命名を参照）。

気象以外の派生語としてmagnetic storm（磁気嵐）・geomagnetic storm（地磁気嵐）などがある。
日本語でも砂塵嵐などは気象用語として用いる。

### 派生する表現
日本語の「嵐」はまた、事件や騒ぎなどの重大な出来事、物事が次々に起こること、感情の揺れ動きなどに、比喩的に使われる。
「嵐の前の静けさ」ということわざは、嵐・暴風雨がやってくる前に一時的に周囲が静かになるとして、何かの異変が起こる前に不気味な静けさがあることを例えて言う。英語では"A lull（またはcalm） before the storm"で、明治時代に西洋から日本に入ってきたと考えられている。ただし、一般に風雨は徐々に強くなっていき曇天や遠雷などの予兆もあるため、天気俚言としては正しいとは言えない。

## 春の嵐・冬の嵐
日本付近における「春の嵐」や「冬の嵐」は、どちらも主に日本海を低気圧（日本海低気圧）が進むときに起こる。春一番もこの時期の南寄りの強風。日本海低気圧の場合、通過後に北西の風が再び強まることがある。春の嵐は雪崩や融雪洪水、海や山での遭難、火災などの災害をもたらすことがある。また寒冷前線の通過のとき激しくなり、突風・竜巻や雷を伴ったり、ときに黄砂の飛来がある。春の嵐は全国的に天候に影響を与える傾向がある一方、冬の嵐は主に北日本や日本海側を中心に影響がある。